# Vol Korean Air 2033
Le vol Korean Air 2033 était un vol intérieur régulier reliant Séoul à Jeju, en Corée du Sud. Le 10 août 1994, l'Airbus A300-600 desservant ce vol est sorti de la piste, lors de l'atterrissage à l'aéroport international de Jeju par mauvais temps, avant de prendre feu. Les 160 personnes à bord se sont échappées sans blessés grave, mais l'avion a été détruit dans l'incendie.

## Avion et équipage
L'appareil impliqué était un Airbus A300B4-622R, immatriculé HL7296 (numéro de série 583). Ce biréacteur moyen-courrier a été livré à Korean Air en 1990 et avait moins de 4 ans au moment de l'accident. Il était propulsé par deux moteurs Pratt & Whitney PW4158.
Le commandant du vol était Barry Edward Woods (52 ans), de nationalité canadienne, et le copilote était Chung Chan Kyu (36 ans), de nationalité coréenne.

## Accident

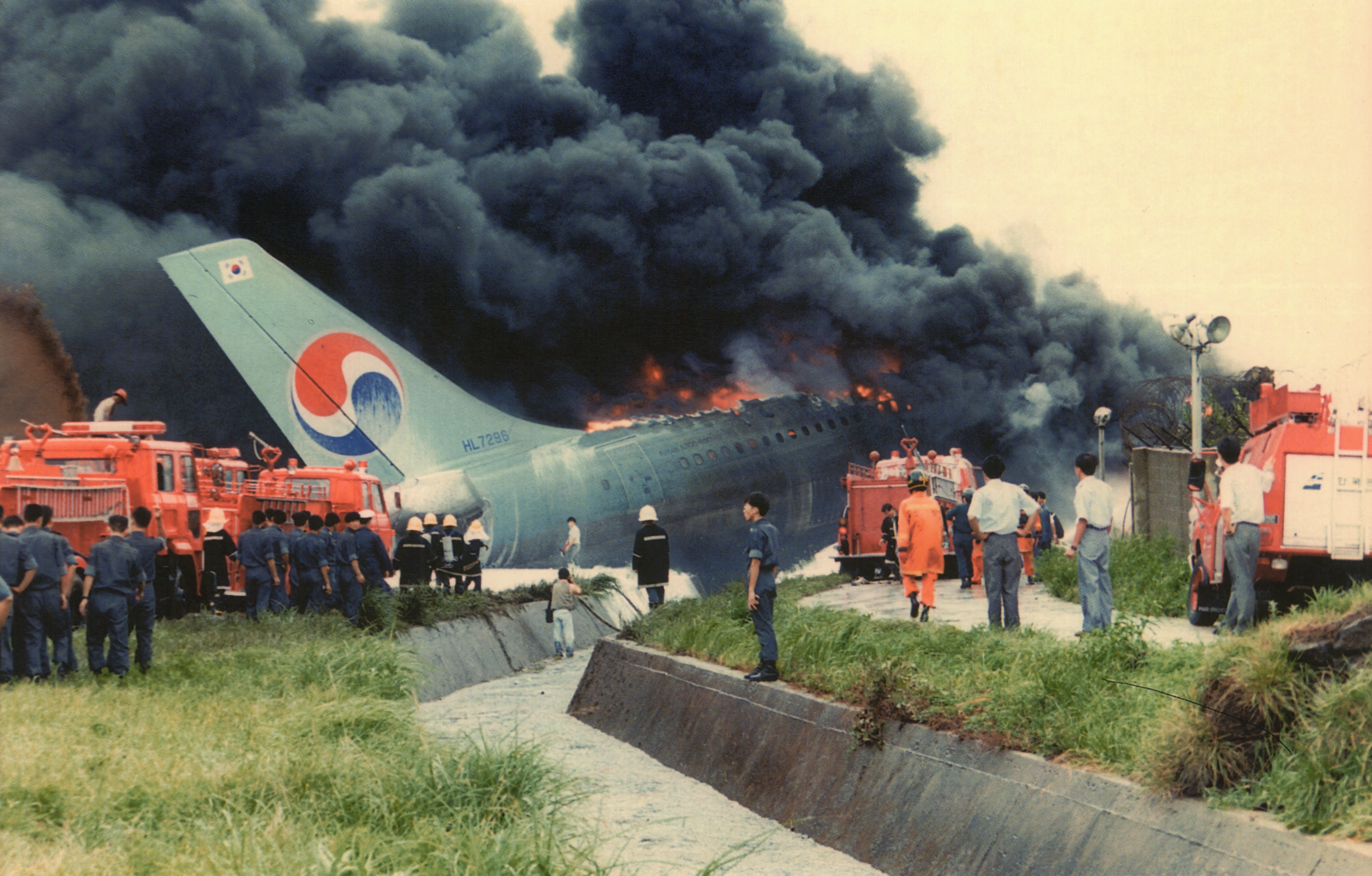
L'épave en flamme de l'A300, sur le site de l'accident.

Le matin du 10 août, le vol 2033 a décollé de l'aéroport international de Gimpo, à Séoul, pour un vol intérieur d'1h10 à destination de Jeju. À bord se trouvaient 152 passagers et 8 membres d'équipage.
À l'arrivée à l'aéroport international de Jeju, peu après 11h00, les conditions météorologiques étaient mauvaises, avec une pluie battante et des vents allant jusqu'à 56 nœuds (104 km/h) provoqués par le typhon Doug (en). L'équipage a d'abord interrompu sa première approche ; lors de leur deuxième tentative, les volets et les becs de bord d'attaque, sortis en position réduite (15/20°) en raison du risque de cisaillement de vent sur la piste, ont induit une vitesse d'approche de l'A300 plus élevée que celle prévue dans ces conditions. 
L'appareil s'est posé en deuxième moitié de piste et n'a pu s'arrêter avant d'en atteindre l'extrémité, la dépassant à une vitesse de 104 nœuds (192 km/h), avant de percuter le mur de l'aéroport et un poste de surveillance aéroportuaire à une vitesse de 30 nœuds (55 km/h), puis de se disloquer en plusieurs tronçons et de prendre rapidement feu. 
L'ensemble de l'équipage et des passagers a réussi à évacuer l'avion en toute sécurité via les toboggans d'évacuation, avant que l'incendie ne consume la majeure partie du fuselage. Seules 8 des 160 personnes à bord ont subi des blessures mineures.

## Conséquences
Dans les jours qui ont suivi l'accident, le commandant Woods et le copilote Chung ont tous deux été mis aux arrêts, soupçonnés d'avoir provoqué l'accident en se battant pour les commandes de l'avion . Selon les autorités sud-coréennes, le copilote a tenté d'effectuer une remise de gaz alors que le commandant de bord était déterminé à faire atterrir et à immobiliser l'avion sur la piste.